# ستيفن فوستر بريغز
ستيفن فوستر بريغز (بالإنجليزية: Stephen Foster Briggs)‏ هو مهندس أمريكي، ولد في 4 ديسمبر 1885، وتوفي في 16 أكتوبر 1976.